# 五龙潭 (宁波)
五龙潭是浙江省宁波市境内的一处山地旅游区，位于海曙区龙观乡境内，开发建设于2000年，开发面积16.17平方公里，是距离宁波市中心最近的山水生态旅游区，目前为中国国家4A级旅游景区。景区得名于五井龙潭，分为龙潭飞瀑、青云梯、鸣凤水三个景区，特色为自然山水风光、龙文化和山乡风情。

## 图片
- 孚泽潭
- 沼泽潭
- 润泽潭
- 利泽潭
- 显泽潭